# Slag om Mosoel (2016-2017)
De Slag om Mosoel (Arabisch: معركة الموصل ; Soranî: شەڕی مووسڵ ) was een gezamenlijk offensief van Iraakse regeringstroepen, geallieerde milities (overwegend sjiitisch), Iraaks-Koerdische Peshmerga en internationale troepen. Turkije deed er ook aan mee, maar tegen de wil van Irak. Het doel van het offensief was om de stad Mosoel (Mosul) te heroveren op terreurorganisatie ISIS, dat de stad in juni 2014 bezette. Dat doel werd op 9 juli 2017 bereikt.
Het offensief begon toen Iraakse troepen en Peshmerga-strijders de confrontatie met ISIS aangingen, op drie fronten buiten Mosoel.

## Achtergrond
Mosoel is de stad met het op een na grootste inwonertal van Irak. In de Grote Moskee in Mosoel verklaarde ISIS-leider Aboe Bakr al-Baghdadi de stichting van de Islamitische Staat, verspreid over Irak en Syrië. De oorspronkelijke bevolking van 2,5 miljoen is na 2 jaar gedaald tot ongeveer 1,5 miljoen. De stad was ooit zeer divers, met etnische minderheden zoals de Armeniërs, Jezidi's, Syrische christenen, Turkmenen en Shabakken, die aanzienlijk onder ISIS leden.
Mosoel bleef in de loop van 2016 het laatste echte bolwerk van ISIS in Irak, en het offensief om de stad te heroveren werd wel de "moeder van alle veldslagen" genoemd. Irakese regeringsleiders zeiden dat het heroveren van de stad de uiteindelijke nederlaag van ISIS in het land zou moeten betekenen.
De slag om Mosoel wordt beschouwd als een sleutelmoment in de militaire strijd tegen ISIS. Het is tevens de grootste inzet van Iraakse troepen sinds de invasie van Irak in 2003. Er wonen tot 1,5 miljoen mensen in de stad. Gevreesd werd voor een humanitaire crisis en dat de burgers als menselijk schild zouden worden gebruikt door ISIS.

## Verloop
In de weken voorafgaand aan het grondoffensief werden ISIS-doelen reeds gebombardeerd door een coalitie, geleid door de Verenigde Staten. Het Iraakse leger rukte geleidelijk op richting Mosoel. In de stad zelf werden pamfletten gedropt door het Iraakse leger, waarop een oproep aan de jonge mannelijke bewoners stond, met als doel om "op te staan" tegen ISIS. Om zich voor te bereiden op de aanval, werden door ISIS loopgraven gegraven rond de stad. Deze loopgraven wilden ze vullen met brandende olie om het zicht te verminderen en het oprukken van de troepen te vertragen.
Volgens de oorspronkelijke planning (van Barack Obama, onder wiens presidentschap het offensief begon) had eind december 2016 de gehele stad Mosoel op IS heroverd moeten zijn.

### Verloop van de gevechten
Het offensief onder de naam Operation "We Are Coming, Nineveh" (قادمون يا نينوى; Qadimun Ya Naynawa; We komen eraan, Ninawa) begon op 16 oktober 2016. Op die dag werden verschillende door ISIS beheerste gebieden in de provincie Ninawa belegerd. Op 31 oktober bereikten de Iraakse troepen de buitenwijken van Oost-Mosoel. In de ochtend van 1 november 2016 konden de troepen van de Iraqi Special Operations Forces Mosoel binnentreden bij het oostfront. Enkele dagen later waren de troepen nog steeds niet verder doorgedrongen dan de uiterste rand van de stad. Ze stuitten op vele boobytraps, mijnenvelden, autobommen en verschanste IS-strijders.
Midden januari 2017 had het Iraakse leger het oostelijk deel van Mosoel geheel heroverd. Omstreeks 18 februari begon het leger aan het offensief om ook het westelijk deel terug te veroveren op IS. Omstreeks 24 februari braken de Iraakse strijdkrachten door de verdedigingslinies van IS in West-Mosoel waarna ze het stadsgedeelte steeds verder binnendrongen.
Op 27 mei begonnen de Iraakse strijdkrachten een offensief om ook het laatste door IS bezette deel van de stad te heroveren. Het ging om het oude stadscentrum en drie aangrenzende wijken aan de Tigris.
Op 21 juni werd de beroemde al-Nuri-moskee vernietigd, vermoedelijk door explosieven van IS. Het terrein werd een week later op IS heroverd.
Op 9 juli arriveerde de Iraakse premier Haider al-Abadi in Mosoel om zijn troepen te feliciteren met hun overwinning op IS. Dat gebeurde nadat luitenant-generaal Abdel-Wahab al-Saadi eerder die morgen de Iraakse vlag had geplant op de oever van de Tigris. Ongeveer dertig IS-militanten die probeerden te ontkomen door naar de overzijde van de Tigris te zwemmen werden door Iraakse troepen doodgeschoten.

## Burgerslachtoffers
Begin maart waren volgens een bericht van de Internationale Organisatie voor Migratie ca. 45.700 mensen als gevolg van het geweld West-Mosoel ontvlucht.
Er vielen ook geregeld burgerdoden als gevolg van de bombardementen van de door de VS geleide coalitie. Op 23 maart berichtten verschillende media dat er minstens 100 en mogelijk 230 burgers waren omgekomen door een bombardement in de wijk Jadida, dat was uitgevoerd door de VS-coalitie.

## Reacties
Na het einde van de slag om Mosoel bracht mensenrechtenorganisatie Amnesty International een kritisch rapport uit, waarin werd gesteld dat alle betrokken partijen − zowel IS als het Iraakse leger en de door de VS geleide internationale coalitie − op grote schaal mensenrechten hadden geschonden. Amnesty concludeerde op basis van gesprekken met de plaatselijke bevolking en met hulpverleners, journalisten en wapenexperts dat er bij de luchtaanvallen uitgevoerd door de internationale coalitie vele honderden en mogelijk 6000 burgers waren omgekomen en had het over "meedogenloze en onwettige aanvallen" gepleegd door de coalitie. Daarnaast wees Amnesty op de vele martelingen die waren gepleegd door IS, en het opsluiten of uit hun woningen verdrijven door IS van burgers, evenals het inzetten van burgers als menselijk schild. De internationale coalitie noemde in een reactie het rapport van AI onverantwoord.